# Cantarell
Koordinaten: 19° 45′ 9″ N, 92° 30′ 58″ W
Cantarell ist ein Offshore-Ölfeld vom Typ 'alternder Supergiant' und liegt ca. 100 km vor der Golfküste Mexikos in der Bucht von Campeche. Es hat ein Volumen (Oil in Place) von ca. 35 Milliarden Barrel Erdöl, von dem etwa die Hälfte als förderbar geschätzt wurde. Mittlerweile wurden kumulativ 14,4 Mrd. Barrel Öl gefördert, bei verbleibenden nachgewiesenen Ölreserven von 0,4 Mrd. Barrel (Stand Dez. 2022).
Cantarell wird von der staatlichen Ölgesellschaft PEMEX ausgebeutet und kommt auf ein kumuliertes Investitionsvolumen von ca. 42 Mrd. US-Dollar. Es war lange Zeit das größte Erdölfeld Mexikos und bis 2007 das zweitproduktivste Ölfeld der Welt, zugleich ist es eines der größten Offshore-Fördergebiete. Rund 40 % des mexikanischen Staatshaushalts wurde 2007 mit den Erlösen aus dem Ölfeld erwirtschaftet.

## Geschichte
Mit ersten geophysikalischen Untersuchungen begann man 1972, nachdem der Fischer Rudesindo Cantarell einen dunklen Ölfleck in der Bucht von Campeche entdeckte und dies einem PEMEX-Ölingenieur erzählte. Das Ölvorkommen unter dem Meeresboden wurde 1976 entdeckt. Das Feld besteht aus den Lagerstätten Akal, Chac, Ixtoc, Kambesah, Kutz, Nohoch, Sihil und Takin, die sich über eine Fläche von ca. 300 km² erstrecken. Knapp 600 Bohrungen wurden niedergebracht, von denen 105 aktive Förderbohrungen sind (Stand 2022).
| Jahr | Förderung in kbbl/d |
| ---- | ------------------- |
| 2003 | 2122,8              |
| 2004 | 2136,4              |
| 2005 | 2035,3              |
| 2006 | 1800,9              |
| 2007 | 1490,5              |
| 2008 | 1039,5              |
| 2009 | 684,8               |
| 2010 | 558,0               |
| 2011 | 500,7               |
| 2012 | 454,1               |
| 2013 | 439,8               |
| 2014 | 374,9               |
| 2015 | 273,4               |
| 2016 | 215,8               |
| 2017 | 176,0               |
| 2018 | 161,2               |
| 2019 | 159,3               |
| 2020 | 161,2               |
| 2021 | 160,9               |
| 2022 | 158,3               |

Die Produktion begann 1979 und 1981 wurden aus Cantarell bereits 1,16 Millionen Barrel Öl täglich gefördert. Bis 1995 fiel die Produktion auf 1 Mio. Barrel/Tag. Seit 2000 werden große Mengen Stickstoff eingepumpt, um den Druck des Feldes anzuheben und den Ölfluss sicherzustellen. Dadurch stieg die Produktion 2002 auf 1,9 Millionen Barrel/Tag und 2004 wurden sogar 2,1 Mio. Barrel/Tag gefördert, wodurch es weltweit zum zweitproduktivsten Feld nach Ghawar in Saudi-Arabien wurde. Im Jahr 2004 hatte es jedoch sein Fördermaximum erreicht. Seitdem befindet sich die Förderung im Rückgang – ein Umstand, der gerne zur Veranschaulichung des Peak-Oil-Phänomens herangezogen wird, dem zufolge mit dem allmählichen Versiegen der großen Erdölfelder die Welt den Scheitelpunkt des Erdölzeitalters erreicht.

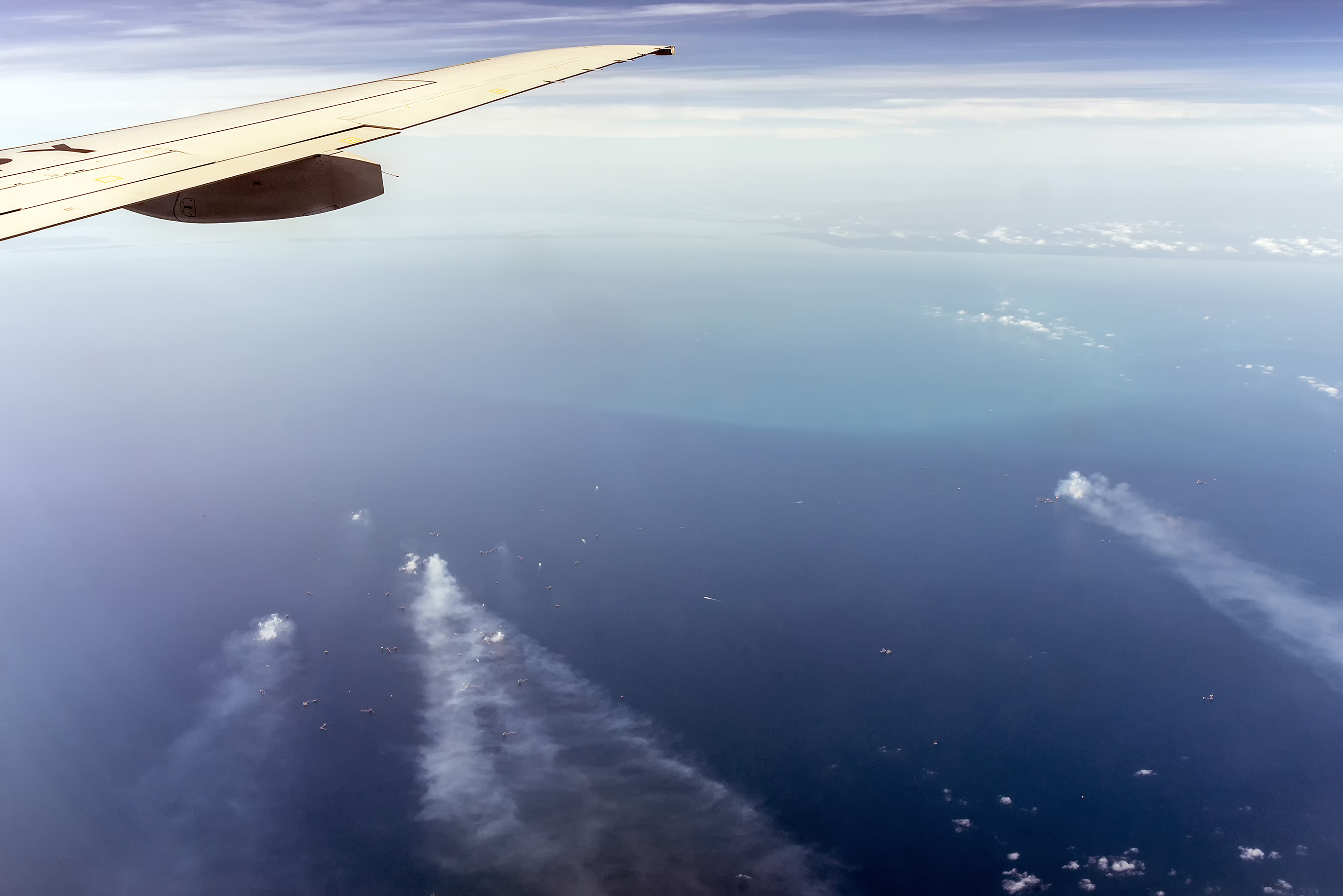
Cantarell, im Hintergrund die Küste von Yucatan
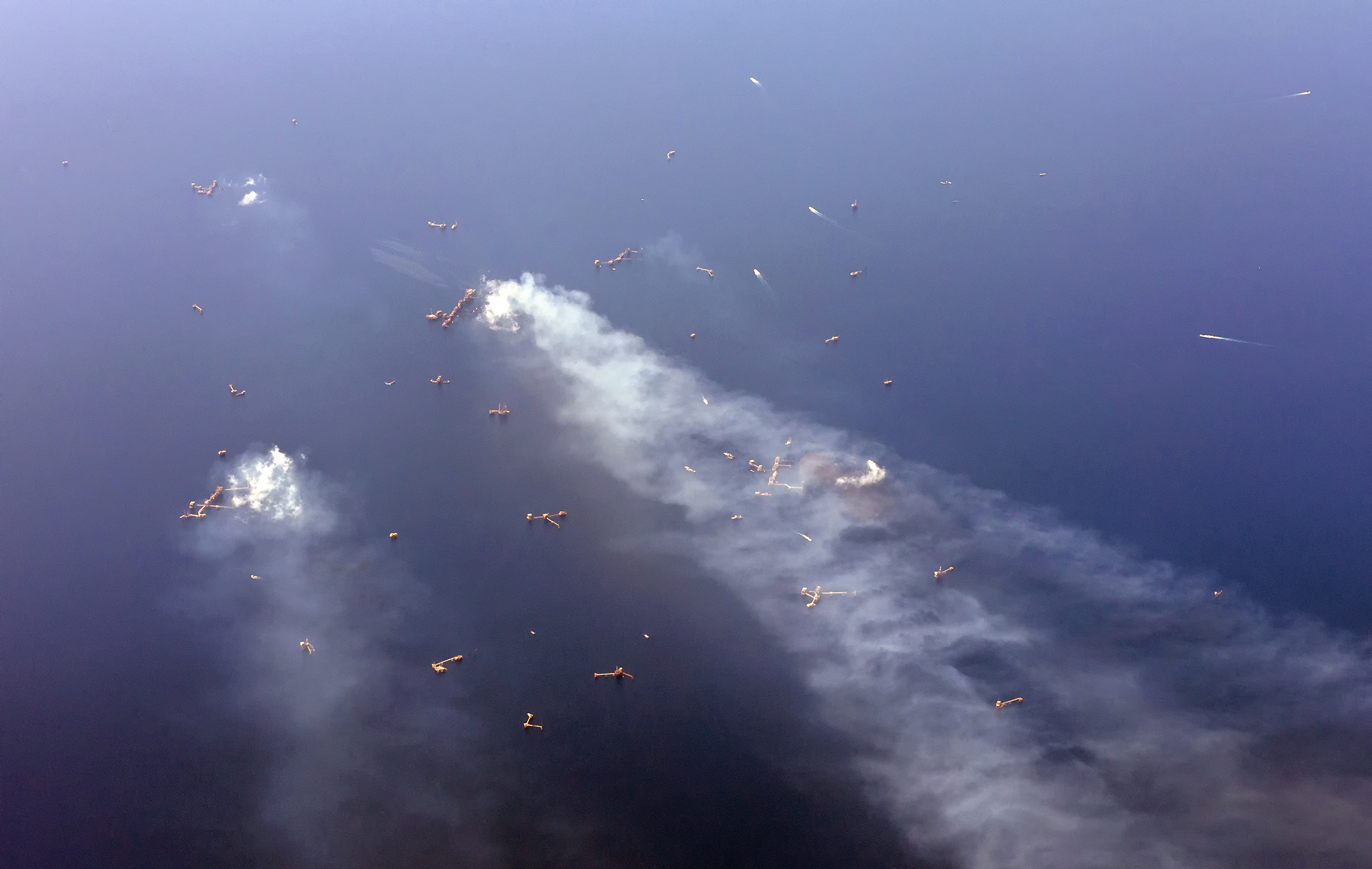
Förderplattformen von Cantarell
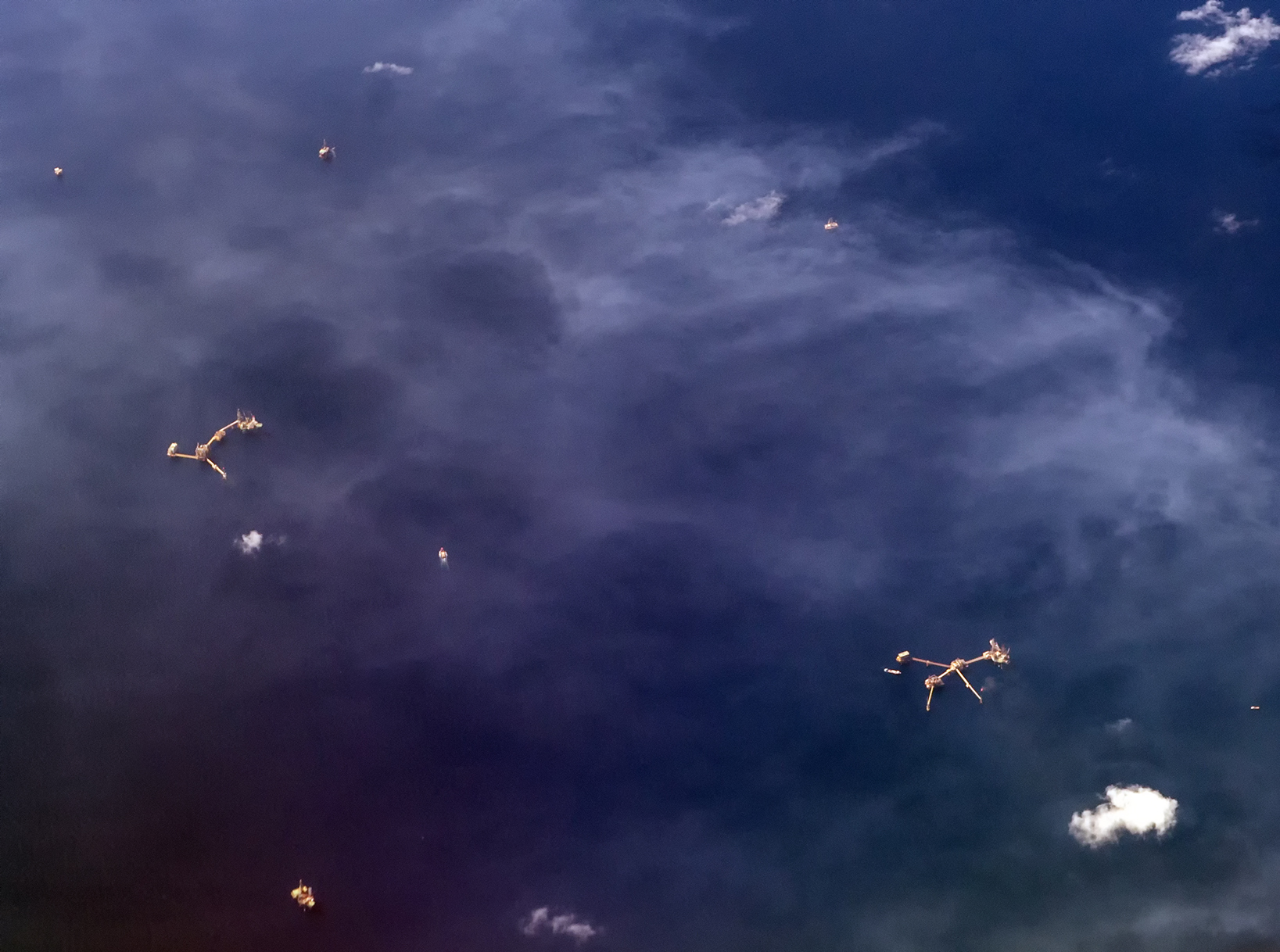
"Nah"aufnahme der Infrastruktur

## Post Peak
2005 betrug die Förderleistung von Cantarell noch ca. 2 Millionen Barrel pro Tag, 2006 sank die Förderleistung dann unerwartet stark um 13,1 %. Im Juli 2008, sank die Förderleistung dramatisch um 36 % auf nur noch 973.668 bbl/d, verglichen mit 1,526 Mbbl/Tag im Vorjahreszeitraum 2007. Experten zufolge hängt der massive und ungewöhnlich schnelle Abfall der Förderleistung mit dem Einpumpen von Stickstoff und anderen Methoden zusammen, welche seit 1997 angewendet worden sind. Durch den Förderrückgang wurde 2009 das benachbarte Ku-Maloob-Zaap-Ölfeld, das an die Cantarell-Infrastruktur angeschlossen wurde, das produktivste Ölfeld Mexikos.
Ursprünglich wurde erwartet, dass sich die Förderleistung bei 500.000 Barrel pro Tag stabilisiert, allerdings sank die Fördermenge bis November 2010 auf etwa 464.000 bbl/d. Im August 2011 wurden nur noch 449.000 bbl/d produziert, daher scheint eine längerfristige "Stabilisierung" auf höherem Niveau eher unwahrscheinlich. Im November 2011 sank die Produktion auf 400,587 bbl/d, die durchschnittliche Förderleistung betrug 2014 nur noch 375 kbbl/d. Im Juli 2014 legte PEMEX den Plan vor, bis 2017 insgesamt 6 Milliarden US-Dollar zu investieren, um die Produktion bei 325 kbbl/Tag zu stabilisieren. Durch die Änderung von Gesetzen in Mexiko hofft man auf ausländische Investitionen und Know-how für das Feld. 2015 sank die Förderleistung auf nur noch 273 Tausend Barrel pro Tag und 2018 waren es nur noch 161 kbbl/d.
Aufgrund des sinkenden Förderertrags ging PEMEX in 2007 von einem Versiegen der Reserven bis 2014 aus. Ähnlich wie bei anderen Ölfeldern wurde diese lineare Extrapolation nicht Realität, sondern es ist ein asymptotischer Abfall der Förderleistung zu beobachten.